# Predsjedništvo Republike Bosne i Hercegovine
Predsjedništvo Republike Bosne i Hercegovine je bilo najviši izvršni organ Republike Bosna i Hercegovina od proglašenja njene nezavisnosti do Daytonskog sporazuma. 
Predsjedništvo se sastojalo iz sedam članova, po dva člana iz bošnjačkog, srpskog i hrvatskog naroda, te jednog člana iz reda ostalih.
Početkom rata u Bosni i Hercegovini, tadašnji srpski članovi Biljana Plavšić i Nikola Koljević i hrvatski član Franjo Boras su napustili Predsjedništvo, ali su zamijenjeni u skladu s izbornim rezultatima sljedećim kandidatima prema broju dobivenih glasova. Na upražnjena mjesta članova Predsjedništva imenovani su Nenad Kecmanović, Mirko Pejanović i Ivo Komšić. Nenad Kecmanović, je ubrzo napustio Predsjedništvo Republike Bosne i Hercegovine, a na njegovo mjesto imenovana je Tatjana Ljujić-Mijatović. 
Nakon što je proglasio autonomnu republiku na dijelu općine Velika Kladuša, Fikret Abdić je smijenjen zbog protivustavnih aktivnosti, a kasnije je također pred sudovima Hrvatske pravomoćno osuđen za ratne zločine. Na njegovo mjesto je imenovan Nijaz Duraković. 
Nakon priznanja krivice za progone na političkoj, rasnoj ili vjerskoj osnovi kao zločin protiv čovječnosti, Biljana Plavšić je osuđena pred Haaškim sudom na 11 godina zatvora. 

## Predsjedništvo za vrijeme Rata u Bosni i Hercegovini
Predsjedništvo RBiH je bilo vrhovni zapovjednik oružanih snaga RBiH, što je uključivalo Armiju RBiH, MUP RBiH, te u početku rata HOS i TO BiH. Za vrijeme rata u BiH, Predsjedništvo je bilo jedina legalna institucija, priznata od međunarodne zajednice, koja je predstavljala Republiku Bosnu i Hercegovinu u svijetu.
Tijekom rata u BiH, Predsjedništvo RBiH je zadržalo multietnički sastav, a sastojalo se od sljedećih članova:
Članovi Predsjedništva iz reda bošnjačkog naroda
| #  | fotografija | ime                               | mandat              | mandat              | stranka |
| -- | ----------- | --------------------------------- | ------------------- | ------------------- | ------- |
| 1. |             | Fikret Abdić (r. 1939.)           | 1. ožujka 1992.     | 20. listopada 1993. | SDA     |
| 1. |             | Alija Izetbegović (1925. – 2003.) | 1. ožujka 1992.     | 5. listopada 1996.  | SDA     |
| 2. |             | Nijaz Duraković (1949. – 2012.)   | 20. listopada 1993. | 5. listopada 1996.  | SDP BiH |

Članovi Predsjedništva iz reda hrvatskog naroda
| #  | fotografija | ime                          | mandat              | mandat              | stranka         |
| -- | ----------- | ---------------------------- | ------------------- | ------------------- | --------------- |
| 1. |             | Stjepan Kljuić (r. 1939.)    | 1. ožujka 1992.     | 5. listopada 1996.  | HDZ BiH HSS BiH |
| 1. |             | Franjo Boras (1927. – 2023.) | 1. ožujka 1992.     | 20. listopada 1993. | HDZ BiH         |
| 2. |             | Ivo Komšić (r. 1948.)        | 24. listopada 1993. | 5 listopada 1996.   | HSS BiH         |

Članovi Predsjedništva Bosne i Hercegovine iz reda srpskog naroda
| #  | fotografija | ime                                 | mandat             | mandat             | stranka  |
| -- | ----------- | ----------------------------------- | ------------------ | ------------------ | -------- |
| 1. |             | Biljana Plavšić (r. 1930.)          | 1. ožujka 1992.    | 9. travnja 1992.   | SDS      |
| 1. |             | Nikola Koljević (1936. – 1997.)     | 1 ožujka 1992      | 9. travnja 1992.   | SDS      |
| 2. |             | Nenad Kecmanović (r. 1947.)         | 17. lipnja 1992.   | 6. srpnja 1992.    | Neovisni |
| 2. |             | Mirko Pejanović (r. 1946.)          | 17. lipnja 1992.   | 5. listopada 1996. | SDP BiH  |
| 3. |             | Tatjana Ljujić-Mijatović (r. 1941.) | 24. prosinca 1992. | 5. listopada 1996. | SDP BiH  |

Članovi Predsjedništva iz reda ostalih naroda
| #  | fotografija | ime                   | mandat          | mandat             | stranka |
| -- | ----------- | --------------------- | --------------- | ------------------ | ------- |
| 1. |             | Ejup Ganić (r. 1946.) | 1. ožujka 1992. | 5. listopada 1996. | SDA     |

## Predsjedništvo nakon Rata u Bosni i Hercegovini
Nakon potpisivanja Daytonskog sporazuma, naziv Republika Bosna i Hercegovina je zamijenjen s nazivom Bosna i Hercegovina. U skladu s novim nazivom, Predsjedništvo Republike Bosne i Hercegovine je postalo Predsjedništvo Bosne i Hercegovine, nastavljajući kontinuitet ranijeg predsjedništva, ali s promijenjenom strukturom. Prema Daytonskom sporazumu Predsjedništvo Bosne i Hercegovine se sastoji iz tri člana, po jednog člana iz bošnjačkog, hrvatskog i srpskog naroda.

## Vanjske poveznice
- Predsjedništvo Bosne i Hercegovine  Arhivirana inačica izvorne stranice od 18. svibnja 2011. (Wayback Machine)